# Buzancy
Buzancy é uma comuna francesa na região administrativa de Grande Leste, no departamento Ardenas. Estende-se por uma área de 22,3 km². Em 2010 a comuna tinha 368 habitantes (densidade: 16,5 hab./km²).